# 二古信號場
二古信號場（日语：／ Futago Shingō-jō */?）是位於秋田縣由利本莊市岩城二古，東日本旅客鐵道（JR東日本）羽越本線的號誌站。

## 歷史
- 1962年（昭和37年）9月27日：此號誌站啟用[1]。
- 1976年（昭和51年）：廢除客運業務[1]。
- 1987年（昭和62年）4月1日：因國鐵分割民營化，本站成為東日本旅客鐵道的號誌站。

## 構造
此號誌站是位於羽後龜田站靠近岩城港站一方約4.6公里處。
在本線和副本線兩方向均設有出發信號燈，為一線通過構造。

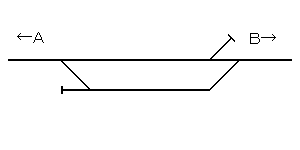
站內配線圖（A:岩城港、B:羽後龜田）

## 周邊
在號誌站西邊約100米為日本海。在號誌站東邊設有村落和與路線並行的國道7號。
- 由利本莊市立岩城中學
- 鴻池醫療 秋田營業所（消毒中心）
- 清光院
- 羽後交通「岩城中學校入口」巴士站

## 相鄰車站
東日本旅客鐵道（JR東日本）
■羽越本線
羽後龜田－二古信號場－岩城港

## 注腳
1. 1 2 3  石野哲（編）.  初版. JTB. 1998-10-01: 565. ISBN 978-4-533-02980-6 （日语）.

## 相關項目
- 日本號誌站列表（日语：日本の信号場一覧）